# Выборы главы Республики Коми (2020)
Досрочные выборы Главы Республики Коми состоятся в Республике Коми 13 сентября 2020 года в единый день голосования одновременно с выборами в Государственный совет Республики Коми. Выборы должны были состояться в 2021 году, однако глава республики Сергей Гапликов подал в отставку на фоне неудачной борьбы с пандемией коронавирусной инфекцией COVID-19 в регионе.

## Предшествующие события
На выборах главы Республики Коми, состоявшихся в Республике 18 сентября 2016 года в единый день голосования, руководителем региона был избран Сергей Гапликов, назначенный годом ранее на пост временно исполняющего обязанности главы Коми.
2 апреля 2020 года, сразу после второго за неделю обращения к нации президента России Путина, Гапликов выступил с обращением к жителям республики, в котором заявил, что принял решение уйти в отставку. Одновременно с ним подал в отставку и глава соседней Архангельской области Игорь Орлов. Негативным фоном к отставке главы Коми послужили строительство мусорного полигона Шиес, которое в регионе восприняли крайне отрицательно, а также массовое заражение коронавирусной инфекцией COVID-19 в нескольких республиканских больницах. После этого временно исполняющим обязанности главы Республики Коми был назначен заместитель министра здравоохранения России Владимир Уйба.

## Процедура выдвижения и регистрации кандидатов

### Право на выдвижение
До 2020 года в Республике Коми кандидаты выдвигались только политическими партиями, имеющими право участвовать в выборах. Самовыдвижение не допускалось. Однако 29 апреля 2020 года республиканский парламент одобрил поправки в законодательство, благодаря которым в выборах смогут участвовать и самовыдвиженцы. По мнению ряда оппозиционных деятелей и политологов республики, поправка о самовыдвижении была принята специально под временного главу Владимира Уйбу, чтобы тот смог дистанцироваться от партии «Единая Россия», рейтинг которой значительно снизился в регионе.
Право выдвигать кандидатов на момент кампании имеют 67 политических партий РФ, в том числе 23 региональных отделения. При этом кандидатам не обязательно быть членом какой-либо партии.
Каждый кандидат при регистрации должен представить список из трёх человек, один из которых, в случае избрания кандидата, станет сенатором в Совете Федерации от правительства региона.

### Ключевые даты
- 10 июня 2020 года Государственный Совет Республики Коми официально назначил досрочные выборы на ближайшее второе воскресенье сентября после досрочного прекращения полномочий — 13 сентября 2020 года (единый день голосования)[12].
- с 24 июня по 19 июля (18:00) — выдвижение кандидатов.
- с 19 по 29 июля (18:00) — предоставление кандидатами документов для регистрации[13].
- 6 августа — регистрация кандидатов на выборах
- с 15 августа — ведение предвыборной агитации в СМИ
- 12 сентября — день тишины.
- 13 сентября — день голосования.

### Муниципальный фильтр
В Республике Коми кандидаты от партий должны собрать подписи муниципальных депутатов и глав муниципальных образований. Данный муниципальный фильтр в Коми считается один из самых высоких по России — 10%, что является максимальной планкой. Среди них должны быть подписи депутатов районных и городских советов и (или) глав районов и городских округов в количестве 10 % от их общего числа. При этом подписи нужно получить не менее чем в трёх четвертях районов и городских округов (то есть в 15 из 20 муниципалитетах региона). Таким образом, число подписей должно составить от 180 до 189, причём 40-42 из них должны поставить депутаты советов городов и районов.
Самовыдвиженцы должны собрать подписи в свою поддержку среди жителей республики. Количество таких подписей должно составить 1% от числа избирателей — это 6614 человек. Затем самовыжвиженец должен пройти муниципальный фильтр, как и кандидаты от партий.

### Финансирование
Кандидат на должность главы республики должен создать избирательный фонд для финансирования своей кампании. Он формируется из трёх источников: собственных средств (не более 50 млн. рублей), партийных средств (также не более 50 млн.), добровольных пожертвований (не более 3 млн. рублей от физического лица и не более 6 млн. рублей от юридического лица). Предельный размер расходования средств избирательного фонда кандидата на должность главы республики — 50 млн. рублей.

## Выдвижение кандидатов
3 апреля 2020 года Первый секретарь Коми республиканского комитета КПРФ и депутат Государственного Совета Коми Олег Михайлов объявил о выдвижении своей кандидатуры на пост главы Республики Коми. 27 июня республиканское отделение КПРФ выдвинуло Олега Михайлова в претенденты на должность, а 30 июня он подал в региональный избирком необходимые документы.
17 апреля о намерениях участвовать в выборах во время пресс-конференции заявил временно исполняющий обязанности главы Коми Владимир Уйба. 24 июня он подал пакет документов в избирательную комиссию республики. 3 июля делегаты XXXII конференции Коми регионального отделения партии «Единая Россия» единогласно выступили с поддержкой Уйбы.
17 июня региональное отделение партии «Зелёная альтернатива» провело собрание, где приняло решение выдвинуть Виктора Бетехтина. 24 июня он представил свои документы избиркому республики.
19 июня региональное отделение ЛДПР выдвинуло предпринимателя Андрея Никитина кандидатом в руководители Коми, 24 июня он подал пакет необходимых документов в избирком.
20 июня на съезде «Коммунистической партии социальной справедливости» в Москве от партии был выдвинут Сергей Пономарёв. 24 июня он также сдал все необходимые документы для регистрации кандидатом.

### Список кандидатов
| Кандидат         | Должность (на момент выдвижения)                                         | Партия выдвижения                                 | Статус              | Кандидаты в Совет Федерации |
| ---------------- | ------------------------------------------------------------------------ | ------------------------------------------------- | ------------------- | --- |
| Виктор Бетехтин  | предприниматель, председатель Союза регби Республики Коми                | «Зелёная альтернатива»                            | зарегистрирован     | Андрей Михайлович Иванов, сторож ГОУ РК «Специальная школа-интернат № 7» г. Воркуты Иван Владимирович Стратонов, слесарь-ремонтник филиала ООО «ЯмалСпецСервис» Евгений Львович Костин, временно неработающий |
| Олег Михайлов    | председатель фракции КПРФ в Государственном Совете Республики Коми       | КПРФ                                              | отказ в регистрации | Вячеслав Иванович Шулепов, член ЦК КПРФ Марина Серафимовна Федина, начальник Центра инновационных языковых технологий ГОУ ВО «Коми республиканская академия государственной службы и управления» Александр Васильевич Нейман, водитель пожарного автомобиля Государственного казённого учреждения Республики Коми «Управление противопожарной службы и гражданской защиты» |
| Андрей Никитин   | предприниматель, депутат МО ГО «Усинск»                                  | ЛДПР                                              | зарегистрирован     | Елена Витальевна Агафонова, коммерческий директор ООО «Сыктывкар-Авторадио» Татьяна Владимировна Кривощекова, генеральный директор ООО «Коми ФМ» Эдуард Ильдусович Фатыхов, начальник хозяйственной части АО «Научно-исследовательский проектно-изыскательный институт «Комимелиоводхозпроект»                                                                             |
| Сергей Пономарёв | председатель Территориальной избирательной комиссии №38 Санкт-Петербурга | Коммунистическая партия социальной справедливости | зарегистрирован     | Андрей Вячеславович Пашкевич, оператор очистных сооружений МУП МО ГО «Сыктывкар» «Жилкомуслуги» Светлана Викторовна Егорова, участковая медицинская сестра педиатрического отделения Сыктывкарской детской поликлиники № 3 Дмитрий Владимирович Горбунов, специалист недвижимости ИП Кунниев Р.Н.                                                                          |
| Владимир Уйба    | врио главы Республики Коми                                               | самовыдвижение, поддержан «Единой Россией»        | зарегистрирован     | Сергей Анатольевич Усачёв, генеральный директор АО «Сыктывкарский ликеро-водочный завод» Галина Ивановна Габушева, министр национальной политики Республики Коми Ольга Николаевна Епифанова, депутат Государственной Думы Федерального Собрания Российской Федерации седьмого созыва                                                                                       |

## Ход кампании
2 августа избирательная комиссия приняла подписи, собранные в поддержку Бетехтина, Никитина, Пономарёва и Уйбы. Кандидату от КПРФ Олегу Михайлову избирком забраковал 17 подписей, 14 из которых были признаны «задвоенными», то есть депутаты уже подписались также за других кандидатов. Михайлов еще в июле заявлял, что по звонку «сверху» депутатов заставляют отказываться от подписи в поддержку его выдвижения, а нотариусов принуждают не заверять подписи депутатов. В начале августа он обвинил остальных кандидатов, что им подписи собирал «фактически один штаб» и назвал сбор подписей в свою поддержку «первым случаем в истории Коми, когда независимый кандидат сделал это без административного ресурса».
6 августа избирательная комиссия Коми зарегистрировала в качестве кандидатов в главы Республики Коми Бетехтина, Никитина, Пономарёва, и товарища Уйбу. Комиссия не приняла часть из подписей муниципальных депутатов, собранных в поддержку Олега Михайлова и отказала в регистрации на выборах. Данное решение повлекло за собой резко негативную реакцию собравшихся на заседании членов его команды, 11 августа избирком прояснил, что Михайлов не сможет обжаловать это решение.

### Бюджеты кампаний
По состоянию на 27 июля бюджеты избирательных кампаний кандидатов в рублях составили:
| Имя              | Собственные средства | Партийные средства | Пожертвования юридических лиц | Итого      |
| ---------------- | -------------------- | ------------------ | ----------------------------- | ---------- |
| Владимир Уйба    | 8 135 000            | самовыдвижение     | 30 000 000                    | 38 135 000 |
| Сергей Пономарёв | 125 000              | 6 800 000          | 6 000 000                     | 16 600 000 |
| Виктор Бетехтин  | 645 000              | 3 355 0000         | 6 000 000                     | 10 000 000 |
| Андрей Никитин   | 100 000              | 500 000            | 0                             | 625 000    |

## Результаты
| Явка избирателей                                           | Явка избирателей                                           | Явка избирателей | Явка избирателей |
| ---------------------------------------------------------- | ---------------------------------------------------------- | ---------------- | ---------------- |
| Число избирателей, включённых в список избирателей         | Число избирателей, включённых в список избирателей         | 658 177          | 100 %            |
| Из них приняли участие в выборах (явка, выдано бюллетеней) | Из них приняли участие в выборах (явка, выдано бюллетеней) | 198 490          | 30,16 %          |
| Из принявших участие в выборах проголосовали досрочно      | Из принявших участие в выборах проголосовали досрочно      | 110 994          | 55,92 %          |
| Состояние бюллетеней                                       |                                                            |                  |                  |
| Приняли участие в голосовании (возвращено бюллетеней)      | Приняли участие в голосовании (возвращено бюллетеней)      | 198 228          | 99,85 %          |
| Из них действительных бюллетеней                           | Из них действительных бюллетеней                           | 189 191          | 95,44 %          |
| Из них недействительных бюллетеней                         | Из них недействительных бюллетеней                         | 9037             | 4,56 %           |
| Распределение голосов:                                     |                                                            |                  |                  |
| 1.                                                         | Владимир Уйба                                              | 145 058          | 73,18 %          |
| 2.                                                         | Андрей Никитин                                             | 21 463           | 10,83 %          |
| 3.                                                         | Сергей Пономарёв                                           | 11 355           | 5,73 %           |
| 4.                                                         | Виктор Бетехтин                                            | 11 315           | 5,71 %           |
| Недействительных бюллетеней                                | Недействительных бюллетеней                                | 9037             | 4,56 %           |

## Критика
13 сентября 2020 года председатель ЦК КПРФ Геннадий Зюганов заявил, что партия не признает выборы глав регионов, где не были допущены кандидаты от КПРФ. «Мы не признаем выборы, которые прошли в регионах, где сняли наших кандидатов. У нас было пять сильных кандидатов. У нас был сильный кандидат в Коми», — сказал Зюганов.